# Predator – A ragadozó
Predator: A Ragadozó (Eredetileg The Predator) – Rajongók körében Predator 3.-ként is ismeretes. – 2018-ban bemutatott amerikai sci-fi akciófilm, melyet Shane Black és Frank Dekker forgatókönyvéből Black rendezett.
A Ragadozó (1987), a Ragadozó 2. (1990) és a Ragadozók (2010) című filmek után ez a negyedik része a Predator-filmsorozatnak. Black mellékszereplő volt a legelső Predator-filmben, míg John Davis az első három részhez hasonlóan ismét produceri feladatkört töltött be.
A főszerepet Boyd Holbrook, Trevante Rhodes, Jacob Tremblay, Keegan-Michael Key, Olivia Munn, Thomas Jane, Alfie Allen és Sterling K. Brown alakítja.
A Predator – A ragadozó premierje a Torontói Nemzetközi Filmfesztiválon volt 2018. szeptember 6-án. Az Amerikai Egyesült Államokban 2018. szeptember 14-én mutatták be, Magyarországon egy nappal hamarabb szinkronizálva, szeptember 13-án a Fórum Hungary forgalmazásában.
A kritikusoktól vegyes véleményeket kapott, és világszerte több mint 160 millió dolláros bevételt termelt a 88 milliós költségvetésével szemben, ezzel a legjövedelmezőbb Predator-film lett.

## Cselekmény
Egy Predátor űrhajó lezuhan a Földre. A hadsereg mesterlövésze, Quinn McKenna (Boyd Holbrook) és csapata megtámadja a Ragadozót egy túszejtési küldetésben. McKenna harcképtelenné teszi a fenevadat, majd a páncélzatának egy részét elpostázza a saját házukba, hogy bizonyítsák a földönkívüli élet létezését. Will Traeger kormányügynök parancsára elfogják a Ragadozót, hogy aztán megvizsgálhassák. Traeger elviszi a Ragadozót egy laboratóriumba, Casey Bracket evolúcióbiológus kapja feladatul az idegen lény tanulmányozását. Hamarosan a Predátor magához tér, kiszabadul kötelékeiből és megöli a laboratóriumi dolgozókat, ám Bracket-et életben hagyja.
McKennát más kormányzati foglyok csoportjával szállítják a börtönbe felé: köztük van a korábbi tengerészgyalogos Gaylord "Nebraska" Williams (Trevante Rhodes), Coyle (Keegan-Michael Key), Baxley (Thomas Jane), Lynch (Alfie Allen) és a hadsereg helikopterpilótája, Nettles (Augusto Aguilera). Látva a Ragadozó menekülését a laborból, üldözni kezdik a busszal. Bracket-et magukkal viszik és McKenna elhidegült felesége, Emily (Yvonne Strahovski) otthonába utaznak, hogy megszerezzék a Predátor páncélzatát, amit a férfi korábban odaküldött. McKenna autista fia, Rory (Jacob Tremblay) használatba vette a páncélzatot utcai halloweenozáshoz.
McKenna és a többiek időben megtalálják a fiút, megmentve őt néhány Predátor kutyától, melyek a fiú életére törnek. A Predátor egy közeli iskoláig üldözi őket. Vissza akarják neki adni a páncélzatot, amikor egy másik fejlettebb Predátor megérkezik és megöli az elsőt. Elmenekülnek, és a második Predator arra törekszik, hogy visszaszerezze az elveszett technológiát.
Bracket arra a következtetésre jut, hogy a Predátorok megpróbálják javítani magukat az emberek DNS-ével, és valószínűleg más bolygók lakóival. A csapat egy elhagyott pajta felé menekül, de Traeger és az emberei megtalálják őket és elmondja a Predátorok tervét; Azt várják, hogy az éghajlatváltozás megszüntesse azon képességüket, hogy az emberi DNS további hibridizációra ne legyen használható, így a kódolás visszaszerzését akarják, mielőtt túl késő lenne. Látva, hogy Rory térképet rajzol az űrhajóról, Traeger elrabolja őt és odamennek. A csapat végez Traeger embereivel, és egy agykárosodott Predátor kutya segítségével nyomon követik.
Amikor lezuhan a Predátor űrhajó, megérkezik a második Ragadozó és megöli Linch-et, majd a fordítószoftveren keresztül elmagyarázza, hogy felrobbantja a hajót, ez követően néhány perc előnyt ad mindenkinek, mielőtt levadássza őket. A Predátor hamar megöli Coyle-t, Baxley-t és Traeger néhány katonáját. Traeger Predátor fegyvert próbál használni az idegenre, de véletlenül megöli magát a folyamat során.
A Predátor elviszi Rory-t, mert az autizmusa az emberi evolúció fejlődését tükrözi, ezért érdemes lehet a Predátor hibridizációjára és elrepül a hajójával. McKenna, Nebraska és Nettles gyorsan a hajóra ugranak, de a Ragadozó egy erőteret aktivál, ami levágja Nettles lábát, aki leesik a hajóról. Nebraska feláldozza magát a hajó turbinájába ugorva, ami felrobban. McKenna behatol a hajóba, amikor az lezuhan, majd megtámadja a Ragadozót. Ezt követően Bracket megérkezik, és hárman legyőzik véglegesen a lényt a saját fegyverével. Tiszteletüket adják elesett társaiknak, és eltemetik a tőlük származó egyes tárgyakat.
A megtörtént események után, McKenna és Rory egy tudományos laborban láthatók, és a Predator hajójáról származó tárgyat figyelik. Eme technológiai tárgy felrepül és egy laboratóriumi munkásra kapcsolódik, így ő transzformatív "Predátor gyilkossá" alakul át, mielőtt vissza deaktiválódna.

## Szereplők
| Színész            | Szerep | Magyar hang        |
| ------------------ | --- | ------------------ |
| Boyd Holbrook      | Quinn McKenna | Szatory Dávid      |
| Boyd Holbrook      | Emily ex-férje, és Rory apja. Egykori katonai vadőr, aki felfedezi a Ragadozók létezését, ám ezt senki sem hiszi el neki.                  |                    |
| Trevante Rhodes    | Gaylord "Nebraska" Williams | Varga Gábor        |
| Trevante Rhodes    | Korábbi tengerészgyalogos és a Quinn által vezetett művelet speciális vadásza.                                                             |                    |
| Jacob Tremblay     | Rory McKenna | Kadosa Patrik      |
| Jacob Tremblay     | Quinn és Emily autista fia, akit az iskolában folyamatosan zaklatják, de kulcsszerepet játszik a Ragadozók elleni küzdelemben.             |                    |
| Olivia Munn        | Dr. Casey Bracket | Kis-Kovács Luca    |
| Olivia Munn        | evolúciós biológus, aki csatlakozik a csapat küldetéséhez.                                                                                 |                    |
| Sterling K. Brown  | Will Traeger | Pál András         |
| Sterling K. Brown  | A kormányügynökség és a "Stargazer Projekt" igazgatója, aki bebörtönzi Quinnt, de később a segítségét kéri a Ragadozók elleni küzdelemben. |                    |
| Keegan-Michael Key | Coyle | Zöld Csaba         |
| Keegan-Michael Key | Quinn és Williams csapatában a Ragadozók ellen harcoló férfi.                                                                              |                    |
| Thomas Jane        | Baxley | Kamarás Iván       |
| Thomas Jane        | Poszttraumás stressz-szindrómában szenvedő afganisztáni és iraki háborús veterán.                                                          |                    |
| Alfie Allen        | Lynch | Előd Álmos         |
| Alfie Allen        | Egykori tengerészgyalogos, aki összefog számos más kívülállóval, beleértve Quinnt is, hogy megállítsák a külvárosban vadászó ragadozókat.  |                    |
| Yvonne Strahovski  | Emily McKenna | Martinovics Dorina |
| Yvonne Strahovski  | Quinn exfelesége és Rory anyja. |                    |
| Jake Busey         | Sean Keyes | Dózsa Zoltán       |
| Jake Busey         | Természettudós, Peter Keyes fia (Busey apját Gary Busey játszotta a Ragadozó 2.-ben).                                                      |                    |
| Brian A. Prince    | Predátor | Szatmári Attila    |
| Brian A. Prince    | Emberekre vadászó földönkívüli ragadozó.                                                                                                   |                    |

## A film készítése
Black tárgyalt Arnold Schwarzeneggerrel az első Ragadozó filmből való visszatéréséről, de a színész a rövid cameoszereplés miatt visszautasította az ajánlatot. Arról is beszélt, hogy 50 Cent részt fog venni a filmben, de végül ez nem valósult meg. 2016 szeptemberében Benicio del Toro aláírt a főszerepre. A következő hónapban Boyd Holbrook lépett del Toro helyére, aki egyéb okok miatt távozott. 2016 novemberében Olivia Munn is csatlakozott a stábhoz. 2017 januárjában Trevante Rhodes, Keegan-Michael Key, Sterling K. Brown, Thomas Jane és Jacob Tremblay csatlakoztak a szereplőkhöz. Februárban Alfie Allen és Yvonne Strahovski is a stáb tagja lett. Márciusban az utolsó főszerepet Augusto Aguilera töltötte be, míg Gary Busey fia, Jake Busey mellékszerepet kapott.
2017 márciusában Edward James Olmos egy tábornok szerepében csatlakozott a filmhez. Ám 2018. augusztusában Olmos bejelentette, hogy a szerepét kivágták a véglegesen elkészült filmből, hogy csökkentsék a film játékidejét, hiszen a karaktere nem volt integrálva a cselekményhez.

## Fogadtatás

### Kritikai visszhang
A film erényeként említették meg a humort, amit a szereplők dialógusaiban és néhány jelenetben idéznek meg, ugyanakkor kritizálták, hogy emiatt a cselekmény teljesen logikátlanná, komolytalanná és tét nélkülivé válik.

## Fordítás
- Ez a szócikk részben vagy egészben  a   The Predator (film) című angol Wikipédia-szócikk fordításán alapul.  Az eredeti cikk szerkesztőit annak laptörténete sorolja fel. Ez a jelzés csupán a megfogalmazás eredetét és a szerzői jogokat jelzi, nem szolgál a cikkben szereplő információk forrásmegjelöléseként.